# Америчка пита на Харолдов и Кумаров начин
Америчка пита на Харолдов и Кумаров начин (енгл. Harold & Kumar Go to White Castle) америчка је филмска комедија из 2004. године. Режију потписује Дени Лајнер, по сценарију Џона Хурвица и Хејдена Шлосберга, док главне улоге тумаче Џон Чо, Кал Пен и Нил Патрик Харис.
Добио је позитивне рецензије критичара, уз похвале за глумачку поставу, као и субверзију расних и комичних стереотипа. Такође је остварио комерцијални успех, зарадивши преко 24 милиона долара. Наставак, Харолд и Кумар беже из Гвантанама, приказан је 2008. године.

## Радња
Пријатељи и цимери Харолд Ли и Кумар Пател пуше марихуану у своме стану и огладне. Након што на телевизору угледају рекламу за ресторан брзе хране White Castle, пожеле сочне хамбургере. Одлазе по клопу и откривају да је ресторан затворен, а други ресторан из истог ланца удаљен је 45 минута вожње. Крећу на пут ни не слутећи какве их све пустоловине очекују.

## Улоге
| Глумац           | Улога                         |
| ---------------- | ----------------------------- |
| Џон Чо           | Харолд Ли                     |
| Кал Пен          | Кумар Пател                   |
| Паула Гарсес     | Марија Перез                  |
| Нил Патрик Харис | Нил Патрик Харис              |
| Дејвид Крамхолц  | Сет Голдстин                  |
| Еди Кеј Томас    | Енди Розенберг                |
| Кристофер Мелони | Ренди / Фрикшоу               |
| Рајан Ренолдс    | медицински техничар           |
| Фред Вилард      | др Вилоуби                    |
| Ентони Андерсон  | радник у ресторану брзе хране |
| Брук Д’Орсеј     | Клариса                       |
| Кејт Келтон      | Криси                         |